# 圣克里斯托瓦尔-德拉巴兰卡
圣克里斯托瓦尔-德拉巴兰卡市镇（西班牙語：Municipio de San Cristóbal de la Barranca）是墨西哥中西部哈利斯科州的一个市镇，占地面积636.93 km2。 截至2005年，该市总人口为3,207人。